# 크리스티앙 디오르
크리스티앙 에르네스트 디오르(프랑스어: Christian Ernest Dior, 프랑스어 발음: [kʁistjɑ̃ djɔʁ], 1905년 1월 21일~1957년 10월 24일)는 프랑스의 대표적인 패션 디자이너 중 한 명으로 세계적인 브랜드 크리스티앙 디오르 S.A.(Christian Dior S.A.)의 창립자다.
1947년 첫 컬렉션에서 선보인 뉴 룩(New Look)으로 제1급 디자이너로 인정받았다. 이후 매 시즌 튤립 라인, H 라인, A 라인, 애로우 라인 등 새로운 디자인 라인을 선보이며 전 세계 패션계의 주목을 받았다. 또한 상품의 범주를 확대시킨 글로벌 브랜드 크리스티앙 디오르 S.A. 설립을 통해 전후 패션 산업의 새로운 모델을 제시했다.

## 생애

### 초기

크리스티앙 디오르 매장,
이탈리아 밀라노.

크리스티앙 디오르 아울렛,
영국 런던 비스터 빌리지.

크리스티앙 디오르는 1905년 프랑스의 바닷가 마을 노르망디 그랑빌에서 태어났다. 알렉상드르 루이스 모리스 디오르(프랑스어: Alexandre Louis Maurice Dior)의 다섯 자녀 중 둘째로 유복한 실업자의 아들이었다. 그는 항상 우아하고 세련되게 치장한 어머니를 여성의 모습으로 확립했고 이는 후에 크리스티앙 디오르 디자인에 영감을 주었다. 크리스티앙 디오르 최초의 향수인 ‘미스디오르’도 자신이 누이를 회상하며 만든 것이다. 부모님이 바라던 대로 1920년부터 1925년까지 에콜 리브르 데 시앙스 폴리테크 (프랑스어: the École des Sciences Politiques)에서 공부하고 외교관을 지망했지만 그는 건축과 예술에 깊은 흥미를 가지고 있었다. 학교를 떠나 아버지로부터 받은 돈으로 1928년 미술관 자크 봉장 (Jacques Bonjean)을 열었고, 조르주 브라크, 파블로 피카소, 장 콕토 (Jean Cocteau), 막스 자콥(Max Jacob) 등의 작품들을 다뤘다. 1930년 공황으로 집이 파산하고 1931년 어머니와 형이 세상이 떠난다. 갤러리 문을 닫을 수밖에 없었던 그는 친구 장 오젠(Jean Ozenne)에게 패션 드로잉을 배우고 막스 케나(Max Kenna)에겐 색칠하는 법을 배워 생활의 방편으로 오트 쿠튀르(haute couture)에 모자와 드레스의 크로키를 그려서 팔았다.
이후 1938년부터 로베르 피게의 양장점에서 디자이너로 일했다. 1939년 제2차 세계 대전에 종군하면서 한동안 디자인을 하지 않고, 제대 후 프로방스의 칼리앙(Callian)에서 농장을 운영했다. 전쟁 중 독일은 정치적인 이유로 프랑스 영화를 규제했지만 시대극은 장려했기 때문에 디오르는 이러한 영화의 의상을 디자인했다. 그 뒤로 루시앙 르롱(Lucien Lelong)의 쿠튀르에서 피에르 발맹과 함께 모델리스트로서 일하다 1946년 독립해 섬유 회사 Marcel Noussac의 지원을 받아 ‘메종 크리스티앙 디오르(프랑스어: La Maison Christian Dior)’를 설립한다.

### 전성기
1947년 2월 12일 자신의 첫 콜렉션을 열었고 이때 선보인 디자인이 ‘뉴 룩'으로 불리면서 세간의 관심을 받아 국제적인 명성을 얻게 되었고 같은 해 패션계의 오스카상이라고 불리는 니먼마커스상(Neiman Marcus Award)을 수상, 세계 각지에 지사를 설립하고 사업을 확장했다. 그는 2차 세계 대전 이후 1950년대 전 세계적인 규모의 왕성한 활동을 하는 패션계를 이끄는 디자이너 중 하나였다. 1956년에는 프랑스 최고의 훈장인 레지옹 도뇌르 훈장(프랑스어: Ordre de la Légion d'honneur)을 받았다.

### 죽음
그는 1957년 10월 23일, 이탈리아 투스카니(Tuscany)의 스파 몬테카티니(Montecatini)에서 52세의 젊은 나이로 세상을 떠났다. 1957년 스핀들 라인을 발표한 후 사망했는데 디자인 박물관의 인물 소개에 따르면 그의 죽음은 생선뼈가 목에 걸린 후 심장 마비에 의한 것이라고 한다. 《타임》의 사망 기사에서는 카드 게임을 하던 중에 심장 마비로 죽은 것이라고 보도하고 있다. 파리에서 열린 크리스티앙 디오르의 장례식에는 2,500명 이상의 인원이 참석했다고 한다. 크리스티앙 디오르가 사망한 후 메종 크리스티앙 디오르는 여러 명의 수석 디자이너에 의해 유지되었다.
1957년 ~ 1960년 이브 생 로랑 (Yves Henri Donat Mathieu Saint Laurent, 1936년 8월 1일 ~ 2008년 6월 1일)
1961년 ~ 1989년 마크 보한 (Marc Bohan)
1989년 ~ 1996년 지안 프랑코 페레 (Gianfranco Ferré)
1996년 ~ 2011년 존 갈리아노 (John Galliano)
2012년 ~ 현재  라프 시몬스 (Raf Simons)
메종 크리스티앙 디오르가 생긴 지 100년째인 2005년, 크리스티앙 디오르의 생가에서는 세계 각국에서 수집해 온 디오르의 오트 쿠튀르 드레스들과 보석, 패션 사진, 회화 등 다양한 작품이 연대순으로 전시되었다.

## 약력
약력은 다음과 같다.
- 1905년 프랑스 노르망디 그랑빌에서 다섯 아이 중 둘째로 태어남
- 1910년 가족들과 파리로 이사, Lycée Gerson에 등록
- 1923년 아버지의 부탁으로 에콜 리브르 데 시앙스 폴리테크에 입학하여 외교관 지망
- 1928년 갤러리 자크 봉장(Jacques Bonjean) 개관
- 1931년 갤러리 폐관, 오트 쿠튀르에 크로키를 팔아서 생활
- 1938년 로버트 피제(Robert Piguet)의 쿠튀르에 보조 디자이너로 취직
- 1939년 2차 세계 대전 발발, 크리스티앙 디오르 참전
- 1941년 파리로 돌아와 루시앙 르롱(Lucien Lelong)의 보조 디자이너로 일함
- 1946년 2차 세계 대전이 끝난 후, 섬유회사 Marcel Boussac의 자금 지원으로 자신의 쿠튀르 크리스티앙 디오르 하우스를 만듦
- 1947년 2월 12일 첫 콜렉션, 고급천을 사용한 관능적인 실루엣의 ‘뉴 룩'을 선보임, 크리스티앙 디오르의 첫번째 향수인 ‘미스디오르(Miss Dior)' 론칭
- 1948년 뉴욕에 부티크 개장 준비, 이후 몇 년에 걸쳐 새로운 향수 론칭, 크리스티앙 디오르 속옷, 타이 등 상품 허가 권리 협상
- 1950년 앨프리드 히치콕의 영화 《무대 공포증》에 출연한 마를레네 디트리히의 드레스 디자인
- 1954년 뉴 룩 이후 프렌치 빈 라인(French Bean Line) 혹은 플랫룩(Flat Look)의 새로운 방향 공개
- 1955년 이브 생 로랑 보조 디자이너로 합류, 몽테뉴 거리에 디오르 본점 The Grande Boutique 개장
- 1956년 영화 ‘The Little Hut’의 에바 가드너(Ava Lavinia Gardner)의 드레스 12벌 제작
- 1957년 심장 마비로 크리스티앙 디오르 사망

## 뉴 룩

### 어원
크리스티앙 디오르의 뉴 룩 (New Look)의 본래 라인 이름은 코롤라 (corolla; 프랑스어: corolle)지만, 1947년 S/S 콜렉션에서 선보인 작품을 보고 하파스 바자 (Harper's Bazaar)의 편집장 카멜 스노우 (Carmel Snow)가 “이것은 확실히 뉴 룩이군요. (“Your dresses have such a new look.”)”라 말한 이후 ‘뉴 룩’이라 불리게 되었다.

### 스타일
뉴 룩은 매우 여성미를 강조한 디자인이다. 디오르는 형태와 실루엣을 만드는 것에 정통했다. 그는 스스로 “I have designed flower women."라고 언급하며 곡선미를 강조하고 관능적인 실루엣으로 여성의 몸의 재구성을 시도했다. 이러한 실루엣에 맞추기 위해 힙의 주름장식, 코르셋, 패티코트 등을 입었고 몸에 잘 맞도록 케임브릭 (cambric)과 타피타 (taffeta)로 드레스를 만들었다.
동글고 완만한 어깨, 허리에서 아래로 내려갈수록 넓게 퍼지는 풍성한 플레어 스커트 (flare skirt), 가늘게 조인 허리로 전체적으로 8자를 이루는 여성스러움과 우아함을 극대화 시킨 실루엣이었다. 비교적 길이가 길고 드레스가 플레어가 많았기 때문에 삼각형을 이루는 피라미드 스타일이었고 소매도 여성스러운 라글란 소매 (raglan sleeve), 돌만 소매 (dolman sleeve), 목 부분도 윙 칼라 (wing collar) 등을 사용했다.

### 의의
디오르는 전후의 참담함과 우울함을 아름다웠던 과거와 안락함, 부드러운 과거로 복원하고자 했으며, 일상에서 벗어난 환상적인 신화에 입각해 화려함과 귀족적 아름다움을 표현했다. 당시 전쟁에 계속되면서 궁핍한 생활에 시달린 유럽인들은 여성성을 강조하고 비싼 천을 많이 사용하게 되는 뉴 룩을 지나친 사치라고 비난하기도 했다. 제2차 세계 대전이 일어날 당시는 남녀의 구분이 확실치 않았고 경제적으로 어려웠기 때문에 옷감을 절약하는 형태와 밀리터리 룩이 유행했다. 하지만 오랜 전쟁으로 억눌려있던 여성미에 대한 욕망이 한번에 분출되면서 뉴 룩은 패션계의 새 바람을 불러왔다. 전쟁에 영향을 받은 1940년대 패션에 대한 반작용의 결과가 대성공을 이룬 것이었다. 또한 디오르의 뉴 룩은 전쟁이 끝나고 남자들에게 일자리를 돌려주고자 전쟁동안 공장에서 일했던 여성들에게 선전하던 서구정부의 정책과 잘 들어맞는 여성상을 만들었다.

## 그 외 라인
뉴 룩 이후에도 디오르는 거의 매년 새로운 라인을 발표했다.
1948년 지그재그 라인
1950년 버티칼 라인버티칼 라인(vertical line)은 곧게 뻗은 실루엣으로 좁은 스커트(narrow skirt)의 등장을 의미했다. 보통 시스 실루엣(shearh sillhourtte)이라고 하지만 디오르 자신이 버티칼 라인으로 이름을 붙였다.
1951년 오벌 라인오벌 라인(oval line)은 섬세한 실루엣의 변화가 계승되어 나타난 라인이다. 슬리브만 하더라도 케이프렛 슬리브(capelet sleeve), 멜론 슬리즈(melon sleeve), 티어드 슬리브(tiered sleeve), 벌룬 슬리브(baloon sleeve), 퍼프 슬리브(puff sleeve), 벨 슬리브(bell sleeve), 셔드 슬리브(shirred sleeve), 돌먼 슬리브(dolman sleeve) 등 수많은 변화가 있었다.
1952년 스쁠 라인스쁠 라인(프랑스어: souple line)은 프랑스어로 부드럽다는 의미로 실루엣이 매우 조형적이며 각각의 특징이 분명한 것이 특징이다.
1953년 튤립 라인튤립 라인(tulip line)은 투피스의 형태로 바스트를 옆으로 벌려 부풀리고 그것을 소매까지 연장시킨 실루엣이다. 아치같이 둥근 어깨와 가늘게 조인 허리로 인해 가슴부터 아래쪽으로 슬림한 이 실루엣은 마치 튤립과 같다고 이같이 불리었다. 스커트의 라인도 엉덩이 부분을 약간 둥글게 하고 아랫단의 둘레를 좁혀서 섬세함을 강조했다.
1954년 뮤게 라인S/S 시즌에 발표된 뮤게 라인(프랑스어: muguet line)은 프랑스어로 영란꽃인 이름 그대로 그 꽃이 갖는 애련한 분위기를 연출하고자 했다.
1954년 H 라인F/W 시즌에 발표된 라인으로 뉴 룩 이후 디오르의 가장 유명한 디자인으로 알려져 있다. 이 H 라인의 발표로 크리스티앙 디오르는 부동의 지위를 얻게 되었다.
1955년 A 라인A 라인은 H 라인보다 디자인의 전개가 다양하고 여러 종류 복장에 적용이 가능했다. 이 라인은 넓은 라인이 일관되게 퍼져있기 때문에 실제 유행에서 H 라인보다 섬세한 변화는 덜 보인다.
1956년 애로우 라인1956년에 발표된 디오르의 F 라인을 일반적으로 애로우 라인(arrow line)이라고 부르며 전체적으로 변화의 수단으로써 부드러운 여성스러움을 요구하는 움직임을 보였다.
1957년 리버티 라인리버티 라인(liberty line)은 뚜렷한 실루엣을 표방한 것이 아니라 단지 그 분위기와 경향만 주장한 것이다. 문자 그대로 특정 라인을 주장하지 않은 자유로운 라인을 뜻한다.
1957년 스핀들 라인디오르의 마지막 라인인 스핀들 라인 (spindle line)은 여성의 몸매의 선을 감추려고 한 라인으로 세계의 절찬을 받은 라인이다.

## 메종 크리스티앙 디오르
‘메종 크리스티앙 디오르’는 1946년 설립되었다. 이후 1955년에 프랑스 몽테뉴 거리 (Avenue Montaigne)에 La Grande Boutique를 개장했다.
현재 디오르 플래그십스토어는 파리(Paris), 밀라노(Milan), 로마(Rome), 런던(London), 뉴욕(New York), 버버리 힐즈(Beverly Hills), 도쿄(Tokyo), 오사카(Osaka), 홍콩(Hong Kong), 보스턴(Boston), 호놀룰루(Honolulu), 샌프란시스코(San Francisco), 상파울로(São Paulo), 서울(Seoul), 마드리드(Madrid), 바르셀로나(Barcelona), 뉴델리(New Delhi), 상하이(Shanghai)에 있다.

## 관련 서적
- Esmerelda De Rethy, Jean-Louis Perreau, 《Christian Dior: The Glory Years, 1947-1957》, Vendome Press, 2002
- Richard Martin, Harold Koda, 《Christian Dior》, Metropolitan Museum of Art, New York, 2000
- Marie France Pochna, 《Christian Dior: The Man who Made The World Look New》 Little, Brown and Company, 1997
- Nigel Cawthorne, 《The New Look: Dior Revolution》, Hamlyn, 1996
- Terence Measham, 《Christian Dior: The Magic of Fashion》, Powerhouse Publishing, 1994
- Diana De Marly, 《Christian Dior (Fashion Designers)》, Holmes + Meier, 1990
- Françoise Giroud, 《Dior: Christian Dior, 1905-1957》, Rizzoli International, 1987
- Sacha Van Dorssen, 《Christian Dior》, Editions du Seuil, 1987
- Diana Crane, 서미석, 《패션의 문화와 사회사》(Fashion and its social agendas), 한길사, 2004

## 같이 보기
- 호화 상품
- 나라별 호화 상표 목록